# 奧德賽 (電影)
《奧德賽》（英語：The Odyssey）是一部2026年英美合拍史詩動作片，改編自荷馬的同名古希臘史詩，由克里斯多福·諾蘭編導，麥特·戴蒙、湯姆·霍蘭德、安·海瑟薇、千黛亞、露琵塔·尼詠歐、羅伯·派汀森以及莎莉·賽隆主演。
2024年10月，據報導諾蘭的下一部電影將繼續由環球影業發行。選角工作在接下來的幾個月內進行。同年12月，宣布電影改編自荷馬的同名史詩《奧德賽》。拍攝於2025年2月在英國、摩洛哥和義大利等地開始進行。電影預算預計為2.5億美元，將成為諾蘭職業生涯中最昂貴的電影。
《奧德賽》排定2026年7月17日於美國上映。

## 演員
- 麥特·戴蒙飾演奧德修斯[2]
- 湯姆·霍蘭德飾演忒勒玛科斯[2]
- 安·海瑟薇[3]
- 千黛亞[3]
- 露琵塔·尼詠歐[4]
- 羅伯·派汀森[5]
- 莎莉·賽隆[6]
- 強·柏恩瑟[7]
- 班尼·沙夫戴[8]
- 約翰·李古查摩[9]
- 艾略特·佩吉[10]
- 希姆許·帕托[10]
- 比爾·艾文[10]
- 薩曼莎·摩頓[10]
- 傑西·加西亞（英语：Jesse Garcia）[11]
- 李威尹[11]
- 拉斐·加弗隆[12]
- 希洛·費爾南德茲[12]
- 米亞·高斯[13]
- 柯瑞·霍金斯[14]
- 尼克·E·塔拉貝[15]
- 吉米·岡薩雷斯（Jimmy Gonzales）[15]
- 莫里斯·孔特（英语：Maurice Compte）[15]

## 製作
2024年10月，據報導克里斯多福·諾蘭的下一部電影將由環球影業發行，這也是諾蘭繼《奧本海默》（2023年）後與環球影業再度合作的電影。麥特·戴蒙洽談出演該片。同月，湯姆·霍蘭德參與演出，而戴蒙確認出演。11月，安·海瑟薇、千黛亞、露琵塔·尼詠歐、羅伯·派汀森以及莎莉·賽隆參與演出。12月，環球影業公布正式片名為《奧德賽》（The Odyssey），改編自荷馬的同名古希臘史詩《奧德賽》。進一步的選角工作於2025年初進行，曾經與諾蘭合作過的班尼·沙夫戴、艾略特·佩吉、希姆許·帕托和比爾·艾文將與薩曼莎·摩頓、強·柏恩瑟、約翰·李古查摩、傑西·加西亞、李威尹、拉斐·加弗隆、希洛·費爾南德茲、米亞·高斯、柯瑞·霍金斯、尼克·E·塔拉貝、吉米·岡薩雷斯（Jimmy Gonzales）以及莫里斯·孔特參與演出。

### 拍攝
電影於2025年2月展開主體拍攝。地點包括英國和摩洛哥。預計將於3月在埃奧利群島進行拍攝。電影將採用全新IMAX電影技術拍攝，以70mm IMAX規格拍攝全片，並由霍伊特·范·霍特瑪擔任攝影師。此前他曾拍攝過《星際效應》、《TENET天能》以及《奧本海默》。

## 發行
《奧德賽》由環球影業排定2026年7月17日於美國上映。

## 外部連結
- 互联网电影数据库（IMDb）上《奧德賽》的资料（英文）